# نوول‌ایر
نوول‌ایر (به انگلیسی: Nouvelair) یک شرکت هواپیمایی با کد یاتا BJ است که در تاریخ ۱۹۸۹ میلادی تأسیس شده‌است.
دفتر مرکزی نوول‌ایر در المنستیر، تونس واقع شده‌است و قطب این شرکت هواپیمایی در فرودگاه بین‌المللی منستیر – حبیب بورقیبه قرار دارد و به ۲۵ مقصد، پرواز مستقیم انجام می‌دهد.